# Cizí holka
Cizí holka (v německém originále Die Verführung – Das fremde Mädchen) je německý akční film z roku 2011. Režie se ujal Hannu Salonen a scénáře Carl-Christian Demke.  

## Děj
Bohatý podnikatel a modelingový agent Markus Schuster a jeho sekretářka Viktorie se nedávno seznámili v práci, zamilovali se do sebe, odletěli na dovolenou do Chorvatska, užívali si to, ale náhle se objevila u nich záhadná 17letá holka Maniche. Vymluvila se,že jí okradl její přítel na dovolené.Viktorie jí dovolila aby u nich zůstala, Marcus byl sice proti, ale i přes jeho nesouhlas se tam nakonec zabydlela. Velmi dobře si k oběma našla cestu, ale pořád byla záhadná, nechtěla Marcusovi nic ze svého osobního života říct.
Seznámila se se zvědavým voyerským sousedem Wulffem Kuhnem, který je pořád šmíroval.
Potom Marcus vzal Maniche do města a koupil jí nějaké nové oblečení a záhy ho Maniche začala svádět. Marcus pak našel její deník, kde měla schované jeho fotky jak vypadal jako mladý, tak si myslel, že jí jde jen o kariéru a našla ho jen aby se mohla vetřít k němu do práce a stát se slavnou modelkou.Vzteky bez sebe jí vyhodil a Viktorií vzal na plavbu lodí, jakmile se ale druhý den vrátili čekalo je nepříjemné překvapení. Maniche si tam pozvala kamarády, měli tam párty, převrátili to tam vzhůru nohama a v opilosti z ní vypadlo, že Marcus je její otec. Viktorie, byla z toho úplně v šoku a Marcus jí pak přiznal, že kdysi za mlada před 17 lety jak dělal DJe, tak tam s jednou holkou něco měl, ale o své nemanželské dceři nic nevěděl, za celé roky mu to zatajila, nic mu o ní neřekla, ani s ním nebyla v kontaktu a jak se Maniche narodila, tak jí dala do dětského domova, kde až do svých 17 let, než zjistila pravdu vyrůstala.
Maniche tam pak uspořádala párty kde pozvala několik přátel a svojí nejlepší kamarádku Elodie. Marcus jím tam dělal DJe,ale druhý den ráno se probudil nahý s Elodie na gauči, Viktorie byla z toho úplně v šoku, stejně tak Maniche. Pak ale Marcus našel v koupelně prášky na spaní a došlo mu že to vše Maniche s Elodie naplánovaly, tak v návalu vzteku Maniche vyhodil a Viktorii se za vše omluvil, požádal jí o ruku, ona mu na to kývla, ale to byla další část plánu, do kterého byla i Viktorie zapojena.
Potom jak se Marcus a Viktorie večer vrátili ze svatby je (spíš Marcuse) čekalo nepříjemné překvapení. Maniche Marcuse omráčila a spoutala a potom jak se probral, tak našel nahoře spoutanou Viktorii, která to ale jen předstírala, že jí Maniche taky spoutala, velmi snadno se z toho dostala a najednou se k Maniche přidala a obě dvě začaly Marcuse mučit. Vyšlo totiž najevo jedno tajemství, které Viktorie před Marcusem dlouho od té doby co se seznámili v práci skrývala. 
Jak se nedávno seznámili v té práci, tak se neviděli poprvé. Poprvé se právě inkognito potkali před 17 lety jak Marcus dělal v nočním klubu DJe a Viktorie(která tehdy mu neřekla své jméno a vypadala úplně jinak) byla právě ta záhadná holka, do které se Marcus zamiloval, nemilosrdně a brutálně jí znásilnil, přivedl do jiného stavu.Jak se Viktorii narodila Maniche, tak jí dala do dětského domova a teprve až Viktorie po 17 letech se znova s Marcusem setkala v práci, tak v něm hned poznala muže, který jí tehdy znásilnil. Vyhledala Maniche a společně vymyslely na Marcuse krutou nemilosrdnou pomstu, nakonec jím ho na poslední chvíli bylo líto, nechali ho žít. Ale v sebeobraně zabily jejích šíleného souseda šmíráka Wulffa Kuhna a hodily ho do bazénu, který byl pod elektrickým proudem. Marcus je ze strachu nechtěl prásknout a obě dvě tak od něj utekly.

## Obsazení
- Christoph M. Ohrt jako Markus Schuster
- Bettina Zimmermann jako Viktoria Vogt
- Jürgen Schornagel jako Wulff Kuhn
- Gitta Schweighöfer jako Erika Kuhn
- Xenia Assenza jako Maniche
- Sonja Gerhardt jako Elodie